# 트란스니스트리아
트란스니스트리아 몰도바 공화국(러시아어: Приднестровская Молдавская Республика 프리드네스트로프스카야 몰다프스카야 레스푸블리카[*]), 약칭 트란스니스트리아(러시아어: Приднестровье 프리드네스트로비예[*], 우크라이나어: Придністров'я 프리드니스트로비야[*], 루마니아어: Transnistria / Транснистриа 트란스니스트리아[*], 문화어: 쁘리드네스뜨로비예)는 몰도바의 드네스트르강 동안에 위치한 미승인 국가이다. 수도는 티라스폴이고 공용어로는 러시아어, 우크라이나어, 몰도바어(키릴 문자로 표기)이다. 1991년 소비에트 연방의 붕괴 이후 사실상 몰도바로부터 독립하여, 드네스트르강 동안 거의 대부분 및 서안의 벤데르를 통치하고 있다. 그러나 몰도바 공화국은 공식적으로 트란스니스트리아의 독립을 인정하지 않고 있으며, 아직 국제적으로도 널리 인정받지 못하고 있다.
트란스니스트리아는 몰도바와 우크라이나 사이에 위치하고 있다. 소비에트 연방의 붕괴 이후 트란스니스트리아는 개별적인 독립을 선언하였고, 1992년 3월부터 몰도바와 전쟁을 벌이다가 그 해 7월에 정전(停戰)에 합의한다. 이에 따르면 3자(러시아, 몰도바, 트란스니스트리아)는 공동 조정 위원회를 두어 강 양안의 20개 지역을 양보한 비무장 지대의 안보 협정을 감독하도록 하였다. 정전 협정에도 불구하고 이 지역의 정치적 지위문제는 아직도 해결되지 않았다.
몰도바 법률상에는 여전히 몰도바의 영토로 되어 있으며, 아직은 국제사회에서 독립국가로 공인받지 못하고 있다. 정치 제도는 대통령제 공화국이며, 자치 정부와 의회, 군대, 경찰, 우편 제도, 통화, 독자적인 헌법과 국기, 국가(國歌), 문장도 모두 갖추고 있다.

## 국명
공식적으로 몰도바어, 우크라이나어, 러시아어를 사용하며, "트란스니스트리아 몰도바 공화국"이라는 공식 이름도 이 세 언어로 되어 있다.
- 몰도바어: Република Молдовеняскэ Нистрянэ 레푸블리카 몰도베네아스커 니스트레아너
- 루마니아어: Republica Moldovenească Nistreană 레푸블리카 몰도베네아스커 니스트레아너[*]
- 우크라이나어: Придністровська Молдавська Республіка 프리드니스트로우스카 몰다우스카 레스푸블리카[*]
- 러시아어: Приднестровская Молдавская Республика 프리드네스트롭스카야 몰답스카야 레스푸블리카[*]

## 역사
1918년 이래 드네스트르강을 기준으로 서안의 몰도바와 동안의 트란스니스트리아는 다른 길을 걸어왔다. 1918년 이전에는 모두 러시아 제국 영토였던 것이 제1차 세계 대전이 끝나면서 (드네스트르 서안의) 몰도바가 포함된 베사라비아 지방은 루마니아 왕국의 영토가 된 반면, 트란스니스트리아 지방은 소비에트 연방에 속하여 1924년에 우크라이나 공화국 내부의 몰도바 자치 소비에트 사회주의 공화국으로서 두어지게 있었다. 몰도바 소비에트 사회주의 자치 공화국의 수도는 1929년부터 티라스폴에 두어졌는데, 이때 면적은 8.100km2에 인구는 57만 명으로 현재의 트란스니스트리아보다 규모가 컸고, 민족 구성은 우크라이나인, 몰도바인이 주류로 그 외에도 러시아인, 유대인, 독일인 등이 있었다.
1940년 루마니아 왕국의 영토에서 이탈한 베사라비아와 몰도바 소비에트 사회주의 자치 공화국이 합해져 통일된 몰도바 소비에트 사회주의 공화국이 수립되었다. 독일군의 소련 침공과 함께 트란스니스트리아 지역은 1941년부터 1944년까지는 실질적으로 루마니아 왕국 통치에 들기도 하였고, 이후 트란스니스트리아는 냉전기 내내 몰도바 소비에트 사회주의 공화국의 일부로서 있었다.
1980년대 말부터 탈냉전 분위기에 따라 몰도바에서는 루마니아 민족주의가 대두하여 소련으로부터의 완전한 독립은 물론 루마니아와의 통합 목소리도 나오고 있었다. 이에 대해 우크라이나계, 러시아계가 다수였던 트란스니스트리아 지역은 위기감을 느끼고 1989년부터 분리독립 투표를 실시하는 등 반대를 펼치다가 같은 해 9월 2일 '트란스니스트리아 몰도바 소비에트 사회주의 공화국(PMSSR)'의 성립을 선포하며 소련에 존속해있기 위해 몰도바로부터의 독립을 주장하기에 이르렀다. 그러나 이는 국제사회는 물론 소련에도 인정받지 못했다.
1991년 몰도바가 소련으로부터 독립하자 이들의 분리는 더욱 명백해졌고 양측이 군사력을 갖추게 된 후 1992년 3월부터 본격적으로 몰도바와의 사이에 트란스니스트리아 전쟁이 시작되었다. 이 분쟁에서 트란스니스트리아는 러시아의 지원을 받으며 다소 승세를 보였고 같은 해 7월 총 1천여 명의 사망자를 낸 채 러시아의 중재로 끝났다. 트란스니스트리아는 광범위한 자치권을 부여하겠다는 몰도바의 제안도 거부했고 이후 드네스트르강 동안을 실질적으로 통치하게 되었다.
2001년 블라디미르 보로닌 몰도바 공산당 서기는 러시아와의 관계 회복을 공약으로 내걸어 대선에서 승리하였다. 그는 러시아 정부가 트란스니스트리아 분쟁 해결에 도움을 줄 것이라 생각하여 러시아에 몇 가지(몰도바어를 루마니아어와 '다른' 언어로 천명, 러시아어에 특별 지위 부여, 몰도바 영사 수정, 러시아 자본에 몰도바 대기업 양도)를 양보했는데 이로 인해 트란스니스트리아 국내적으로 많은 비판을 받았다. 2003년 러시아 푸틴 대통령 사절이던 드미트리 코자크의 이름을 딴 코자크 플랜은 독립국가연합을 제외하고 준비되어 두 개의 자치 지역(가가우지아 자치 지역과 트란스니스트리아)을 포함한 비대칭적인 연방을 만들 것을 구상했다. 그러나 몰도바 내에서는 러시아에 양보한 사안들(연방 의회에서 트란스니스트리아 의원들의 거부권 행사, 2002년부터 철수하기로 되어 있던 러시아 제14군의 주둔 기간 20년 연장 등)은 야당의 분노를 샀고 여론과 독립국가연합의 압력에 밀린 블라디미르 보로닌 대통령은 코자크 플랜을 거부했다. 이로 인해 몰도바는 러시아 정부와의 관계에 골이 깊어졌고 대신 유럽 연합과 가까워지기 시작했다. 트란스니스트리아 분쟁에 대한 해결의 조짐은 아직 보이지 않는다.
러시아는 트란스니스트리아에 대한 경제적·외교적·군사적 지원을 이어가고 있는데, 특히 약 1,500명에 달하는 러시아 연방군이 트란스니스트리아에 평화유지군이라는 명목으로 주둔하고 있다. 2006년에 트란스니스트리아 정부의 주도로 실시된 국민투표에서는 전체 유권자 가운데 97.2%가 몰도바로부터의 독립을 유지하고 러시아와의 통합을 지지하는 것에 찬성했다. 또한 2014년에 일어난 러시아의 크림반도 합병, 2022년 러시아의 우크라이나 침공을 계기로 트란스니스트리아가 우크라이나와의 무력 충돌에 휘말릴 가능성이 제기되고 있다.

## 주민과 언어
트란스니스트리아에는 2018년 기준 469,000명 가량이 거주하는 것으로 추정된다. 1989년 당시 679,000명이던 인구는 저출산과 외부로의 유출로 인해 현재까지 지속적으로 감소하고 있다.
- 2004년의 구성
  - 몰도바인(=루마니아인): 32.1%
  - 러시아인: 30.4%
  - 우크라이나인: 28.8%
  - 불가리아인: 2.5%
  - 기타: 6.2%
  - 총인구 555,337명

### 종교
종교는 91%의 인구가 동방 정교회(東方正敎), 4%가 로마 가톨릭 신자이다. 동방정교회는 몰도바 정교회에 속하며, 트란스니스트리아는 티라스폴 및 두버사리 주교가 관할하고 있다.

## 행정 구역
2개 시와 5개 구로 구성되어 있다.
- 티라스폴: 수도
- 벤데르
- 카멘카 구: 소재지 카멘카
- 두버사리 구: 소재지 두버사리
- 그리고리오폴 구: 소재지 그리고리오폴
- 르브니차 구: 르브니차
- 슬로보지아 구: 슬로보지아

## 정치

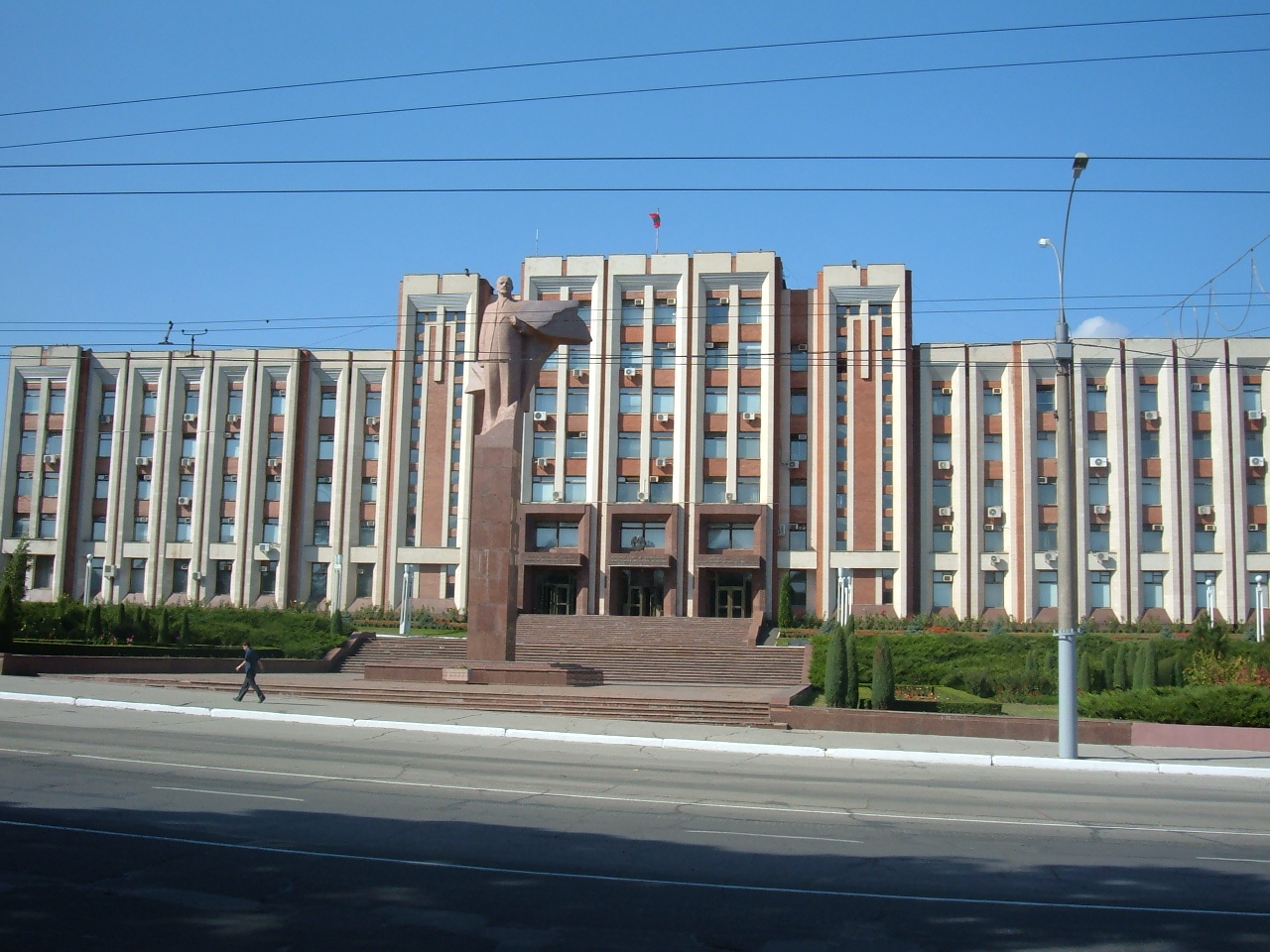
트란스니스트리아 정부청사. 바로 앞에 블라디미르 레닌의 동상이 세워져 있다

### 행정부

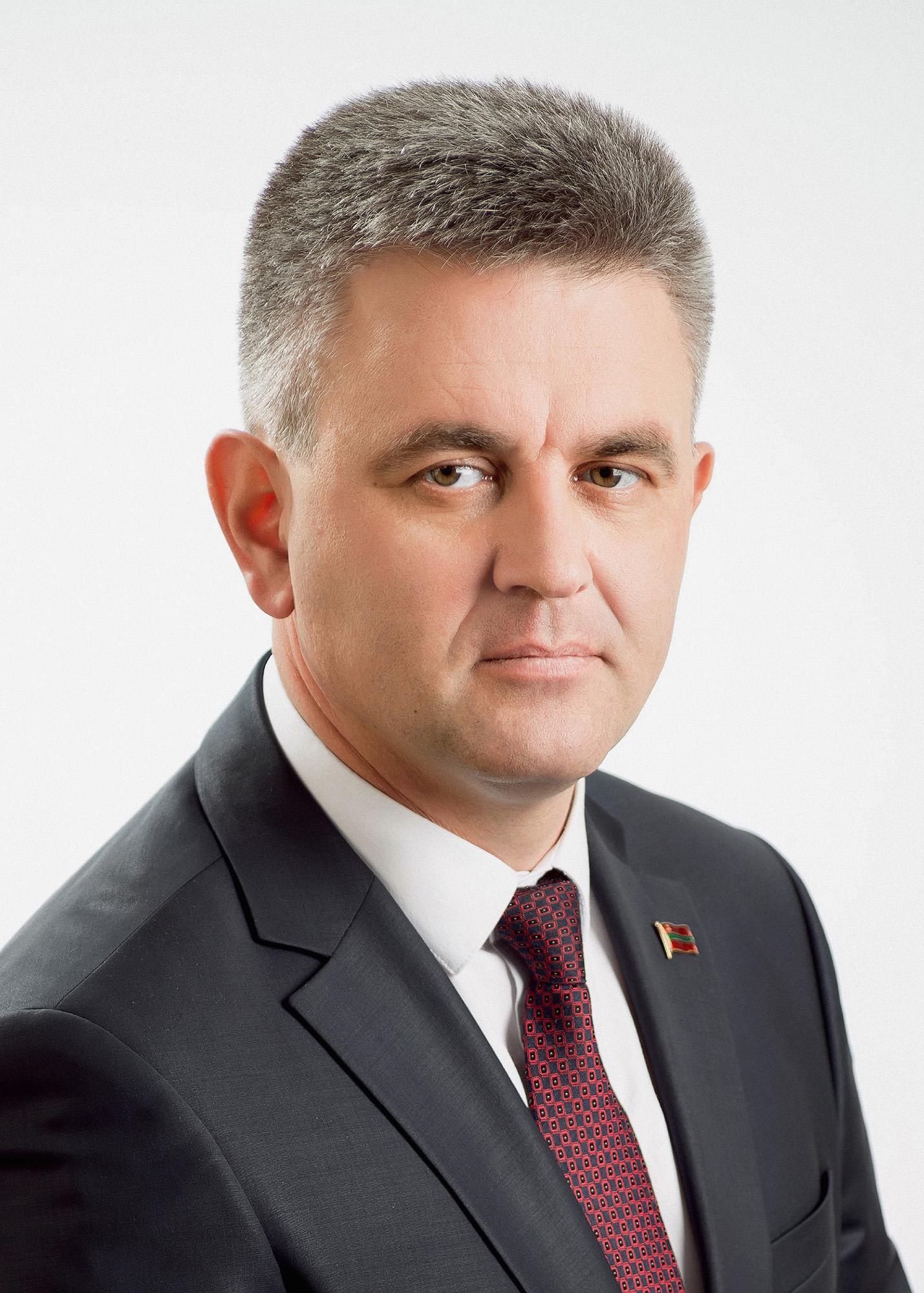
現 트란스니스트리아 대통령 바딤 크라스노셀스키

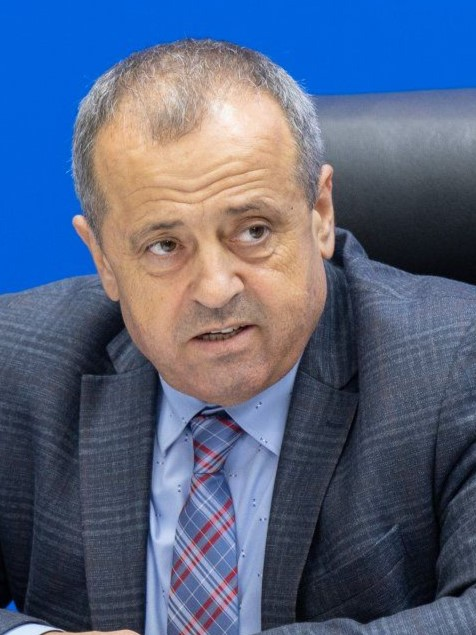
現 트란스니스트리아 총리 알렉산드르 로젠베르크

대통령은 트란스니스트리아 국민의 직접선거에 의해 선출된다. 대통령의 임기는 5년으로, 2011년부터는 3임(三任) 이상은 할 수 없게 되었다. 아울러 2011년부터는 부통령제를 폐지하고, 총리제를 도입하였다.
현 대통령은 2016년 취임한 바딤 크라스노셀스키, 현 총리는 2022년 취임한 알렉산드르 로젠베르크이다.

### 입법부
트란스니스트리아는 다당제, 단원제(單院制)를 채택하고 있다. 의회인 "최고 소비에트"는 정원(定員) 43명의 소선거구제를 채택하고 있으며, 임기는 5년이다. 2010년 총선거 결과, 갱신(Обновление)이 25석, 돌파(ПРОРЫВ)와 트란스니스트리아 공산당이 각 1석, 무소속이 16석을 획득하였다.

## 국제적 지위

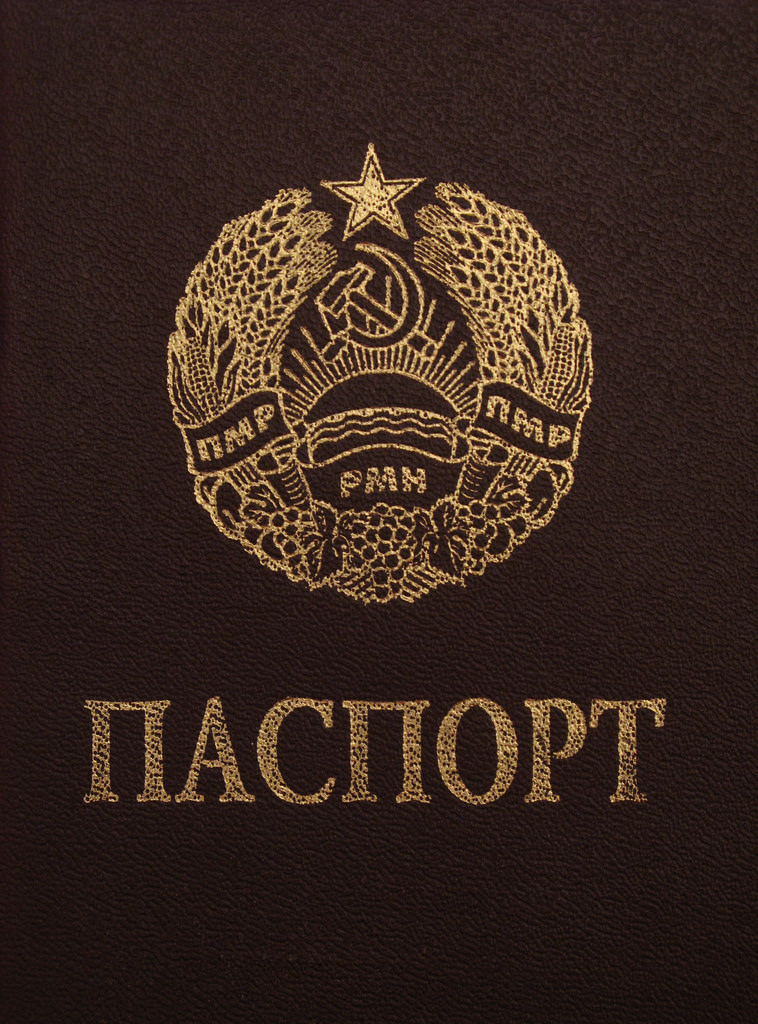
트란스니스트리아 여권(旅券).

트란스니스트리아는 사실상 1990년 독립하였다. PMR이 사실상의 정부로써 이 지역을 통치하고 있으며 티라스폴을 수도로 두고 있지만, 국제적으로는 아직 널리 인정받지 못하고 있다. 한편 티라스폴은 1924년부터 1940년까지 존재한 몰도바 소비에트 사회주의 자치 공화국(Moldavian ASSR, 우크라이나 소비에트 사회주의 공화국의 일부)의 수도였다.
몰도바 정부는 이 지역에 전혀 직접 통제를 하지 못하지만, 2005년 7월 22일에 "드네스테르 강 좌안(左岸) 지역의 특별 법적 지위 기본 규정에 대한 법"을 통과하여 트란스니스트리아를 몰도바 공화국 내 자치 영토 단위로 규정하여 높은 수준의 자치권을 부여했다. 이 법은 사실상의 트란스니스트리아 정부와 사전(事前) 협의를 거치지 않아, 트란스니스트리아 정부에 대한 도발이며 무시하는 의도로 인식되고 있다.
2008년 기준으로 트란스니스트리아 인구의 대다수인 300,000~400,000여명의 이 지역 사람들은 몰도바 여권을 가지고 있다. 트란스니스트리아 정부가 발행하는 여권을 인정하는 나라는 없다. 한편 상당수 주민은 러시아 또는 우크라이나 여권 역시 가지고 있다. 러시아는 2006년 말까지 트란스니스트리아 사람들에게 약 80,000개의 여권을 발행했다.
트란스니스트리아와 몰도바 사이에는 아직 해결되지 않은 국경 문제가 있다. 두버사리(Dubăsari) 구역의 아홉 마을(그 중 Cocieri와 Doroţcaia는 드네스트르 강 동안(東岸)에 있어, 지리상 트란스니스트리아에 속한다.)은 트란스니스트리아 전쟁 당시 몰도바측에 지역 주민들이 합세하면서 몰도바 중앙 정부의 통제하로 들어온 상태이다. 그 반대로 트란스니스트리아는 서안(西岸)의 벤데르, 그리고 티라스폴과 가까운 서안의 바르니차(Varniţa), 코판카(Copanca)와 더불 이 마을들의 영유권을 주장하고 있다. 서안의 여섯 마을과 한 도시는 트란스니스트리아 당국이 차지하고 있는데, 몰도바는 이 지역 중 벤데르와 두 마을은 개별 자치 지역이며 나머지 네 마을은 커우셰니 구의 일부분이라고 주장한다.
이들 영토 분쟁으로 인해 주기적으로 긴장 상황이 일어나는데, 가령 2005년에 트란스니스트리아 군대가 바실리에브카(Vasilievca)에 진입하고 2006년에는 바르니차 인근으로, 2007년에는 코치에리(Cocieri) 지역으로 들어와 몰도바와 트란스니스트리아 양군이 대치했으나 사상자는 없었다.
몰도바 자료에 따르면, 2007년 3월 13일에 몰도바 정부의 통제를 받는 코르조바(Corjova) 마을의 읍장을 두버사리 구역의 몰도바 지배 구역의 시 의원과 함께 트란스니스트리아 경찰이 체포하는 일도 있었다.

## 경제
트란스니스트리아 공화국은행(러시아어: Приднестровский республиканский банк)이 중앙은행 역할을 하며, 트란스니스트리아 루블을 발행한다.

## 군사

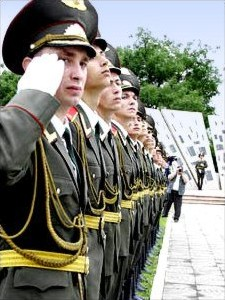
트란스니스트리아군

트란스니스트리아 국적 마크

트란스니스트리아 군대(軍)은 1991년 9월 6일 창설되었으며 몰도바에서의 사실상 분리과정에서 벌어진 트란스니스트리아 전쟁에 참전하였다. 4,500~7,500명 규모로 구성되어 있으며 자동차화된 보병여단이 티라스폴, 벤데르, 르브니차와 두버사리에 위치한다. 1만 5천~2만 5천의 병력을 추가로 동원할 수 있다.

## 스포츠
국제적으로 아직 미승인 국가의 처지에 놓인 상태에 머무르고 있기 때문에, 트란스니스트리아 출신 선수들은 올림픽 등 국제 스포츠 경기에 몰도바 대표로서 참가하며, 트란스니스트리아에 근거지를 둔 구단(球團) 또한 몰도바 리그에 참여한다.

## 휴일
- 1월 1일~2일: 신정(Новый Год) - 2006년부터 이틀 연휴
- 1월 7일: 정교회의 기독탄신일(Рождество Христово)
- 2월 23일: 조국수호의 날(День защитника отечества)
- 3월 8일: 국제 여성의 날(Международный женский день)
- 5월 1일~2일: 노동절(День солидарности трудящихся)
- 5월 9일: 승전기념일(День Победы)
- 9월 2일: 독립기념일(День Республики)
- 12월 24일: 헌법기념일(День конституции) - 1996년부터
- 12월 25일: 기독탄신일(Рождество Христово по григорианскому календарю)

## 같이 보기
- 트란스니스트리아 공화국훈장